# Mesenteripora repens
Mesenteripora repens är en mossdjursart som beskrevs av William Aitcheson Haswell 1882. Mesenteripora repens ingår i släktet Mesenteripora och familjen Entalophoridae. Inga underarter finns listade i Catalogue of Life.